# Militærmisjonen i Brussel
Militærmisjonen i Brussel kurz MMB ist die militärische Vertretung der Norwegischen Streitkräfte in Brüssel gegenüber der NATO.
Die Aufgabe der militärischen Vertretung ist es, Norwegen im NATO-Militärausschuss zu repräsentieren. Zudem wird der norwegische Generalstabschef bei der NATO als auch bei der EU durch diese Mission vertreten. Außerdem werden die norwegischen Botschafter der EU und der NATO (NORDEL) vom Leiter der Mission in militärischen Fragen beraten.
Es arbeiten 20 Personen für die MMB, daneben sind noch einige Personen administrativ dem MMB unterstellt, die jedoch im International Military Staff der NATO arbeiten.

## Leitung
- Generalløytnant Bernt Iver Ferdinand Brovold 2011–2014[2]
- Generalløytnant Robert Mood 2014–2016[3]
- Viseadmiral Ketil Olsen 2016–2019[4]
- Viseadmiral Louise Kathrine Dedichen 2020–2024[5]
- Generalløytnant Rolf Folland seit 2024[6]

### Lohn
Zum 1. Januar 2023 betrug der Jahreslohn von Louise Kathrine Dedichen 1.396.074 Kronen.